# IC 2045
IC 2045 — галактика типу E (еліптична галактика) у сузір'ї Ерідан.
Цей об'єкт міститься в оригінальній редакції індексного каталогу.